# Molondin
Molondin – miejscowość i gmina (commune) w zachodniej Szwajcarii, w kantonie Vaud, w okręgu (district) Jura-Nord vaudois. 

## Demografia
W Molondin mieszka 239 osób. W 2021 roku 15,1% populacji gminy stanowiły osoby urodzone poza Szwajcarią.